# Logh
Logh är ett post-rockband bildat 1998 i Lund, Sverige. Bandet består av fyra medlemmar, och deras första LP släpptes 2002 på Bad Taste Records, med element från indierock och shoegaze med tyst sång och introspektiva texter. Efter albumet följde två till, med lo-fi shoegazer-element, lätt borstade cymbaler, subtilt gitarrspel och mörka basgångar.
Efter det tredje albumet slutade Kristofer Ronström (trummor), och ersattes inte av en utan tre nya medlemmar, Marco Hildén (trummor), Mattias Jeppsson (gitarr), och Karl Arvidson (synth).
Under 2009 tillkännagav bandet på sin webbplats att de arbetar på sitt femte album,  men albumet har ännu inte kommit ut.
Den 26 juni 2012 lade bandet upp en bild på sin officiella Instagram-sida som föreställer tre av bandmedlemmarna spelandes instrument i ett rum, av kommentarerna till bilden framkommer det att bilden är tagen från en repa i deras nya replokal på Riddarborgen i Lund. När en användare frågar om ett nytt album är på gång svarar bandet "Vi måste bara skriva låtarna först".
Bandets album "A Sunset Panorama" släpptes under 2020 för första gången på vinyl, med en mindre upplaga i transparent rosa vinyl.

## Medlemmar
Nuvarande medlemmar
- Mattias Friberg (född 1978) – sång, gitarr (1998–idag)
- Mathias Oldén (född 1978) – basgitarr (1998–idag)
- Jens Hellgren (född 1978) – gitarr (1998–idag)
- Mattias Jeppsson (född 1978) – gitarr (2005–idag)
- Karl Arvidson (född 1978) – synthesizer (2005–idag)
- Marco Hildén (född 1980) – trummor (2005–idag)

Tidigare medlemmar
- Kristofer Ronström – trummor (1998–2005)

## Diskografi
Studioalbum
- Every Time a Bell Rings an Angel Gets His Wings (2002)
- The Raging Sun (2003)
- A Sunset Panorama (2005)
- North (2007)

EP
- The Contractor and the Assassin (2003)
- Death to My Hometown (2009)

Singlar
- "Ghost" / "White as Snow" (7" vinyl/CD Bad Taste Records, 2003)
- "An Alliance of Hearts" / "An Alliance" (CD/7" vinyl, Bad Taste Records, 2003)
- "Ghe Bones of Generations (LGV version)" / "War Ensemble" (7" vinyl, Sound Fiction, 2004)
- "The Light from Sovereign States (live)" / "Into the Night (live)" (7" vinyl, It's a Trap, 2007)
- "The Raging Sun" / "Little Songs from Another Place" (7" vinyl, Trust No One Recordings, 2007)
- "Saturday Nightmares" / "Weather Island" (CD, Bad Taste Records, 2007)